# 社会的必要労働時間
社会的必要労働時間（しゃかいてきひつようろうどうじかん、英語：social necessary labor-time）とはある商品を生産するために社会的・平均的に必要な労働時間であり、これによってその商品の持つ価値が規定される。これは「価値法則」と呼ばれる。

## 具体例
ある社会に鉄鋼産業のABC三つの会社があるとする。A企業は鉄1トンを5時間で生産する能力を持ち合計で100トンを生産し、B企業は鉄1トンを10時間で生産する能力を持ち合計で300トンを生産し、C企業は鉄1トンを15時間で生産する能力を持ち合計で100トンを生産する場合を仮定する。この社会の社会的必要労働時間は以下のように求められる。
（5（A企業の鉄1トンを生産する時間）×100（A企業が生産する合計）＋10×300＋15×100）／（100＋300＋100）＝5000／500＝10
すなわち、鉄1トン当たりの社会的必要労働時間は10時間であると分かる。